# Cyptochirus distinctus
Cyptochirus distinctus är en skalbaggsart som beskrevs av Emile Janssens 1953. Cyptochirus distinctus ingår i släktet Cyptochirus och familjen bladhorningar. Inga underarter finns listade i Catalogue of Life.